# Station Sint-Niklaas
Station Sint-Niklaas is een spoorwegstation in de stad Sint-Niklaas. Het is het knooppunt van twee spoorlijnen, spoorlijn 54 naar Mechelen, en spoorlijn 59 naar Antwerpen en Gent. Vroeger was het station tevens het eindpunt van spoorlijn 56 naar Grembergen. Deze lijn is opgebroken.
Met bijna 8.000 reizigers op een weekdag, staat het station in 2023 op de 18e plaats van drukste spoorwegstations van België.

## Geschiedenis

### Begin en eerste station
Op 6 november 1844 werd de eerste verbinding aangelegd tussen station Vlaams Hoofd op de linkeroever van de Schelde en station Sint-Niklaas in enkelspoor. Drie jaar later werd de lijn verlengd in de andere richting naar het station Gent-Waas. Deze spoorlijn, lijn 59, had tot 1897 in plaats van normaalspoor een spoorbreedte van 1151 mm. In 1870 werd spoorlijn 54 geopend en verbond toen Mechelen met Terneuzen via de stad. Het oorspronkelijke stationsgebouw werd in de 19de eeuw gebouwd, met ervoor het Stationsplein. Het gebouw bevond zich toen aan de westelijke kant van het plein. Door de komst van de spoorlijnen en het station werd een nieuwe wijk gebouwd, de stationswijk. De Stationsstraat is de belangrijkste straat van die wijk en verbond het stationsgebouw rechtstreeks met de Grote Markt.
Op 1 januari 1907 kreeg het station een verbinding met spoorlijn 56. Hiervoor was Sint-Niklaas-West de eindhalte van deze lijn. Op 2 juni 1957 werd het reizigersverkeer op deze lijn stopgezet. Zeven jaar later sloot de lijn volledig door het wegvallen van goederenverkeer naar Waasmunster.

### Tweede station
In 1972 werd het oude station afgebroken, er werd een nieuw stationsgebouw opgetrokken naar plannen van architecten Ludwig Van Wilder en Omer De Grootte. Het nieuwe station werd oostelijker geplaatst en de sporen werden verhoogd om de vele spoorwegovergangen op te heffen. Dit betekende dat er in het centrum van de stad een treinviaduct moest worden aangelegd. Deze werken werden ongeveer tegelijk uitgevoerd met de elektrificatie en de verdubbeling van spoorlijn 59, die eind jaren 70 volledig afgerond was. In 1970 werd ook de Kennedytunnel geopend waardoor Antwerpen voor het eerst bereikt werd zonder overstap op een veerboot.
Voor de eerste rechtstreekse trein tussen Antwerpen en Gent was het wachten tot het viaduct klaar was in 1973. Tot dat moment hadden de treinen vanuit Gent hun eindhalte in Sint-Niklaas-West.
In 1975 werd het tracé naar Hulst voor goederenverkeer buiten gebruik gesteld, nadat het al twintig jaar niet meer gebruikt werd voor reizigersverkeer. Tien jaar later werd het resterende deel van de spoorlijn geëlektrificeerd.
In de hal werd een gekleurd venster geplaatst van kunstenaar Harold Van de Perre, uitgevoerd door glazenier Albert Mestdagh.

### Renovaties
Het station werd van 2001 tot 2004 ingrijpend gerenoveerd, met behoud van oudere stijlelementen uit de jaren 70. Het gebouw kreeg een volledige nieuwe, glazen gevel ter hoogte van de lokettenzaal en ook het interieur werd vernieuwd.
In het kader van vernieuwingsoperatie "Anno 2012" werden de perrons van het station in 2014 gemoderniseerd en verhoogd tot de Europese norm van 760 mm. Vroeger waren de overkappingen in dezelfde stijl als de overkappingen van Lokeren en Gent-Dampoort, na de renovatie lijken ze eerder op die van Brugge. Ook werd er een nieuwe reizigerstunnel gebouwd die de nieuwe liften van de perrons bedient.

## Faciliteiten
Het station heeft 6 sporen, namelijk A, 1, 2, 3, 4 en 5. Spoor A is een kopspoor en wordt voornamelijk gebruikt voor de treindienst naar Mechelen en Leuven. Alle sporen zijn toegankelijk voor rolstoelen met een lift. Deze bevinden zich in de westelijke gang, die enkel uitgeeft aan de zijde van het lokettenhal en ook trappen heeft. De oostelijke gang heeft trappen en roltrappen en geeft uit aan beide zijden van het station.
In het station is een buffet aanwezig. Er zijn gratis fietsenstallingen aan de voor- en achterzijde. Deze zijn in 2017 vernieuwd en uitgebreid. De stalling aan de achterzijde kreeg het jaar erna een overkapping.
Navervoer is mogelijk via bus en taxi. Deze bevinden zich voornamelijk op het Stationsplein. Aan de achterkant van het station zijn eveneens bushaltes. Ook is er een parkeergarage die verbonden is met spoor A en het stationsplein door een voetgangersbrug.

## Galerij

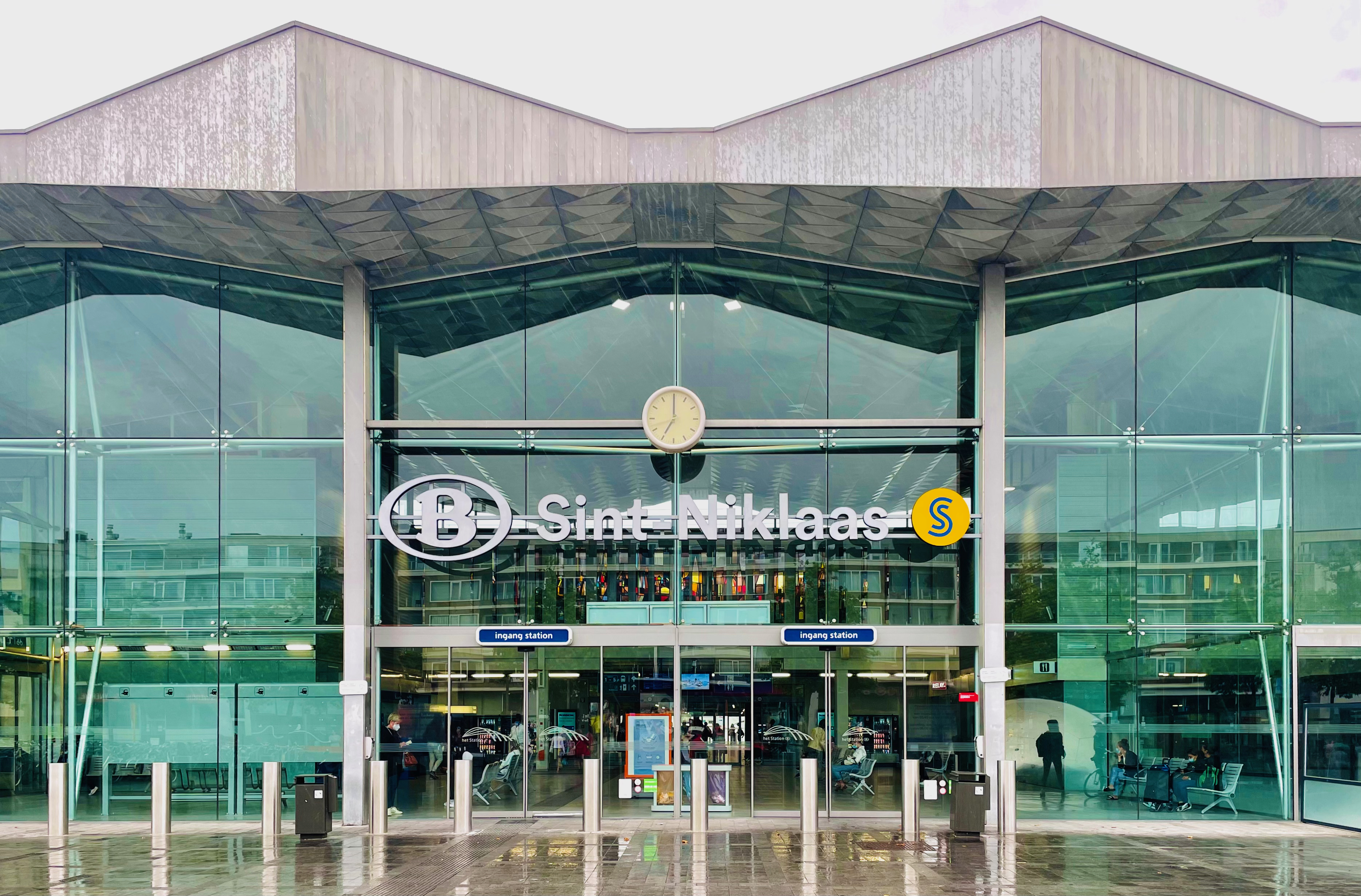
Voorgevel van het stationsgebouw
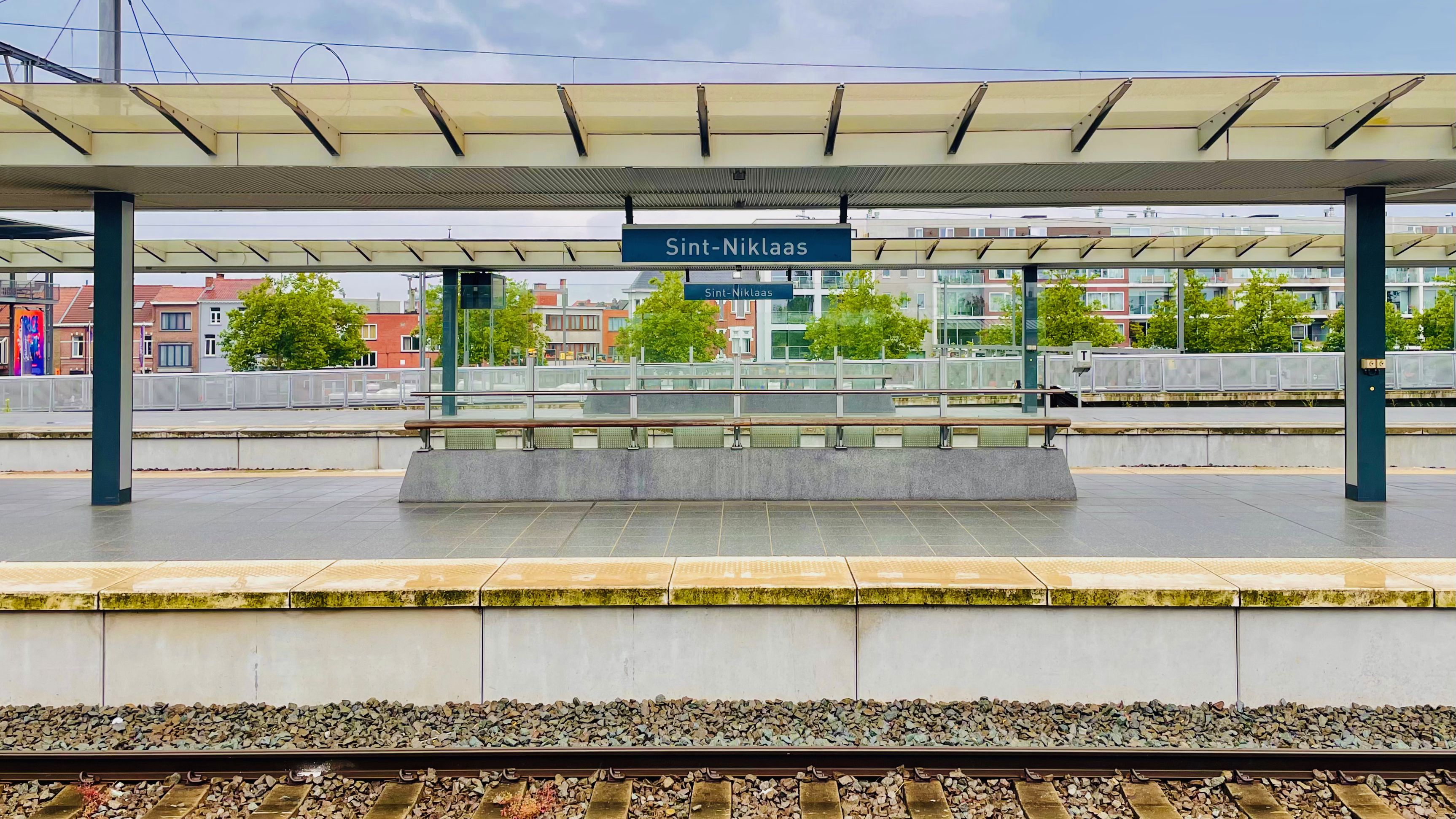
Plaatsnaambord op het perron
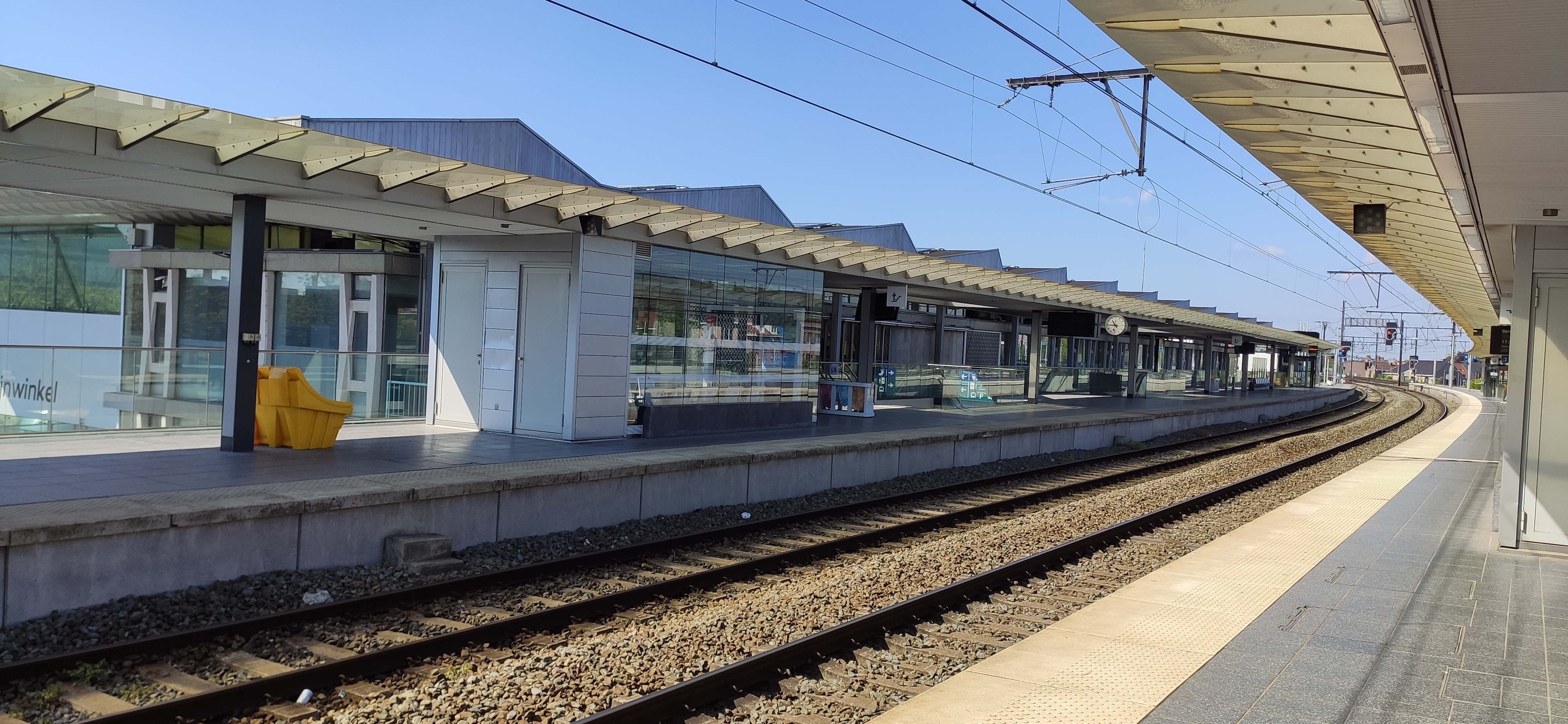
De perrons na de renovatie van 2012
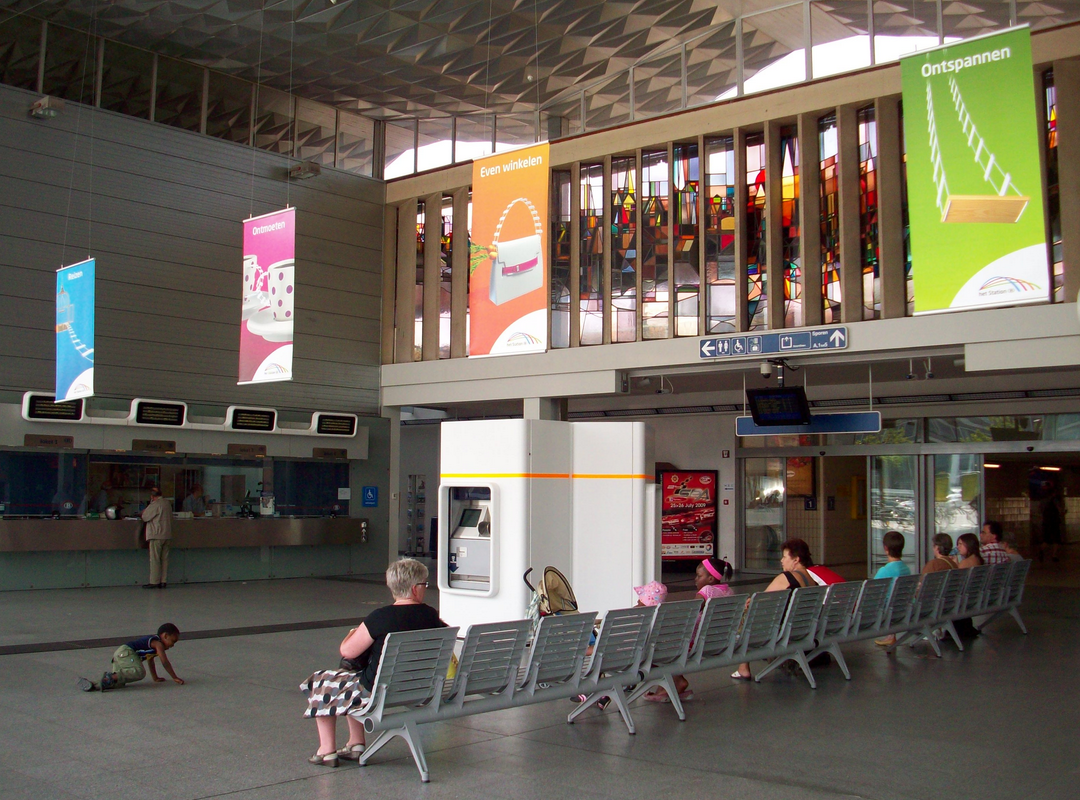
Lokethal, met een gekleurd venster, uitgevoerd door A. Mestagh, Gent.
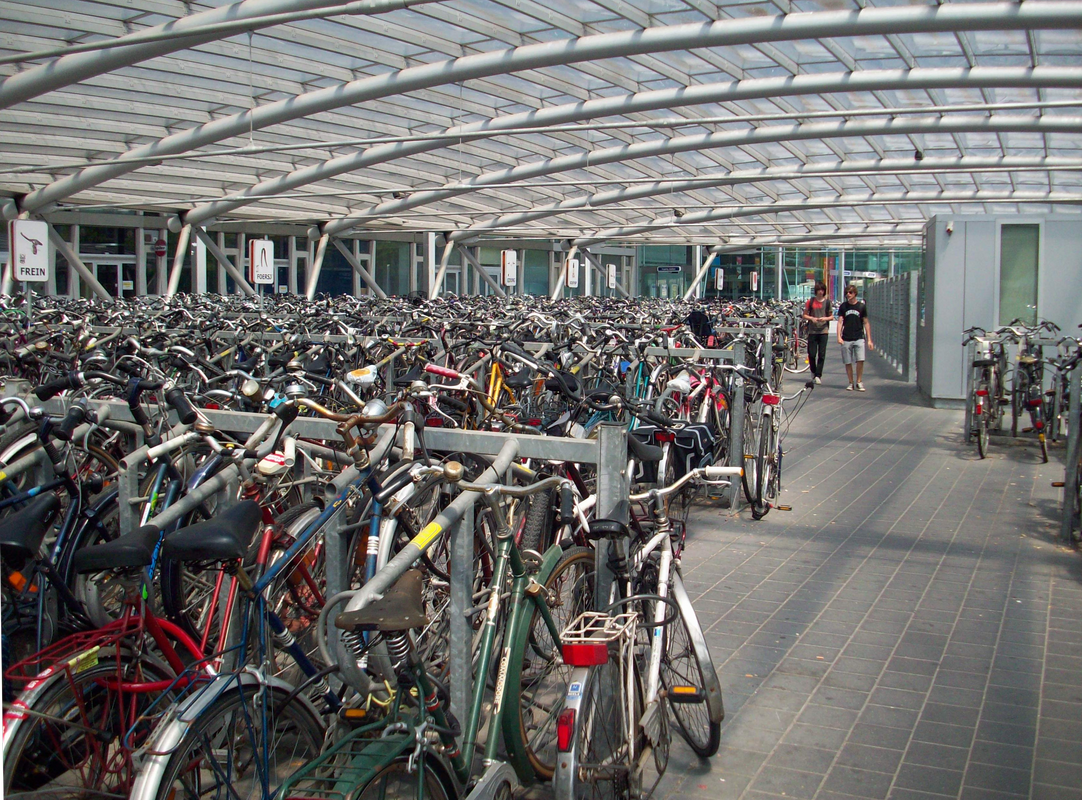
Fietsenstalling
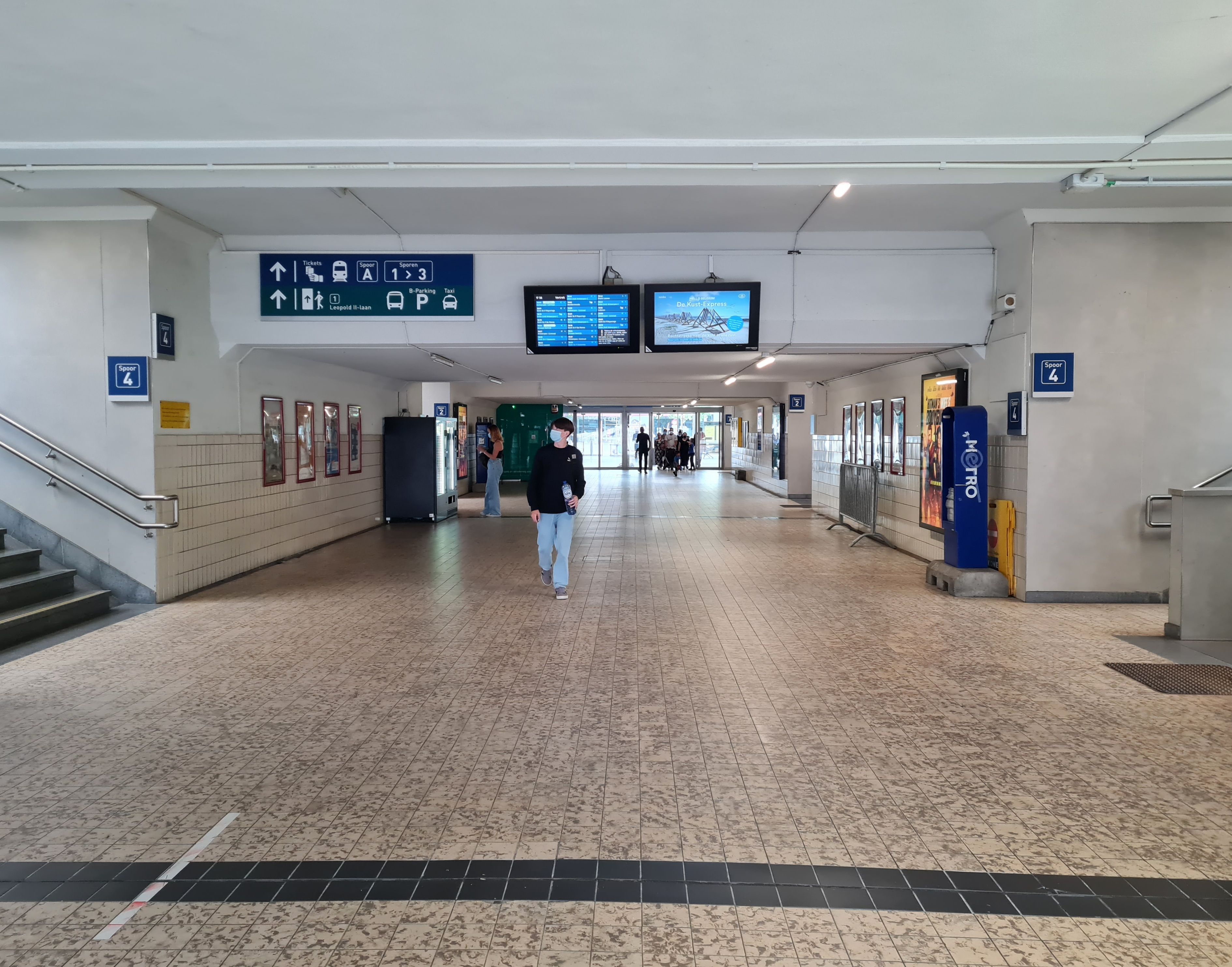
Reizigerstunnel
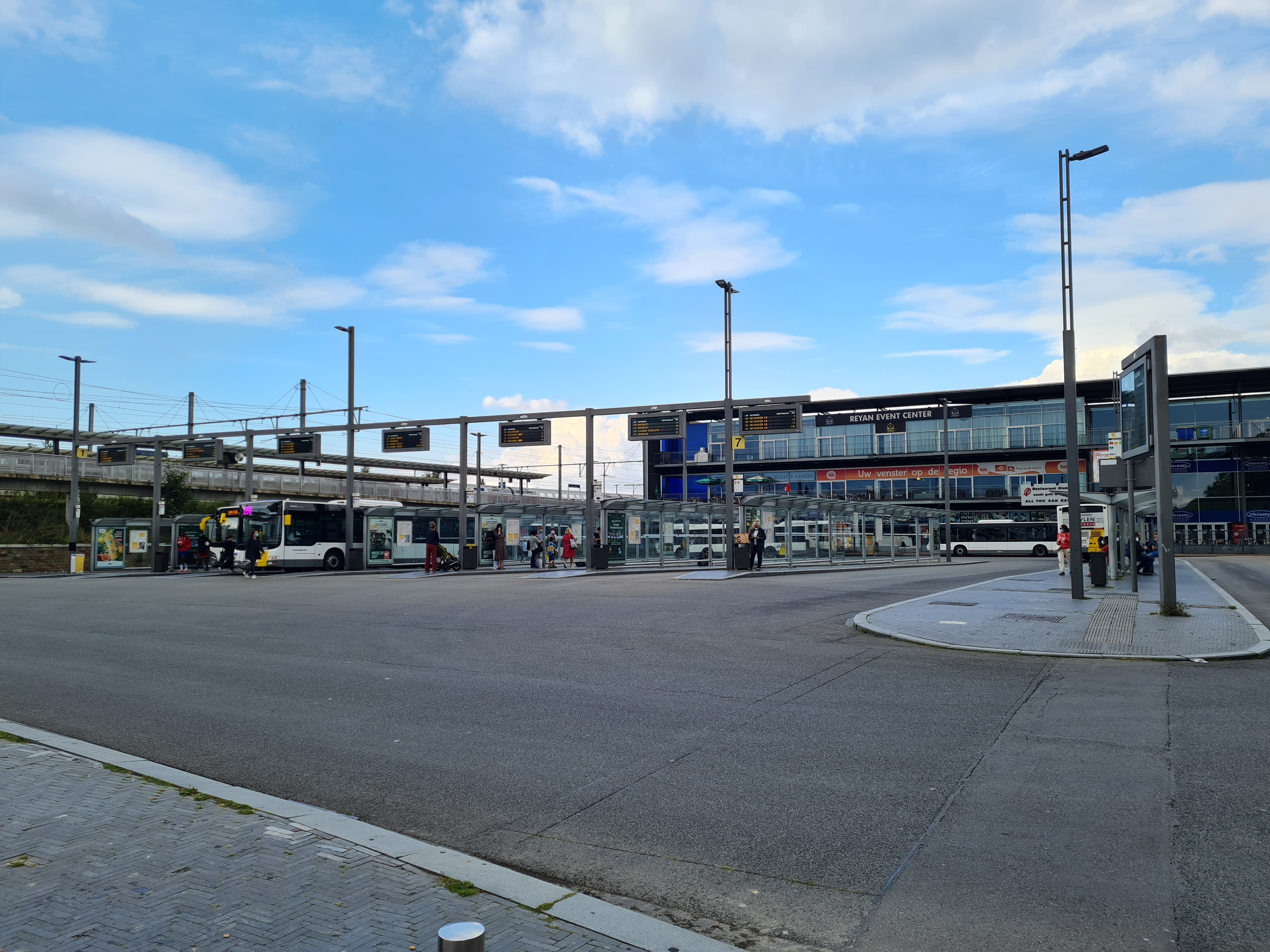
Het busstation
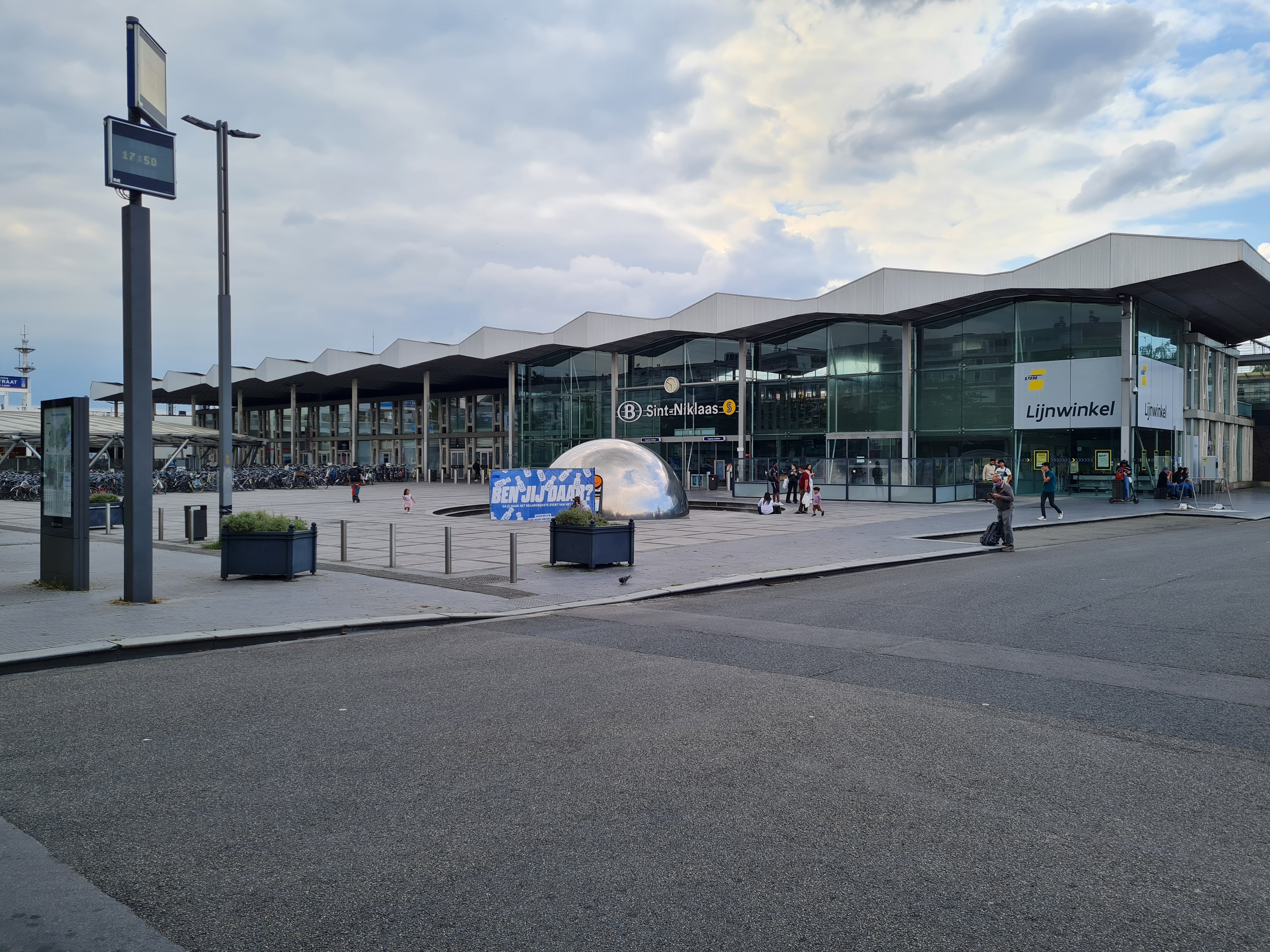
Het stationsplein
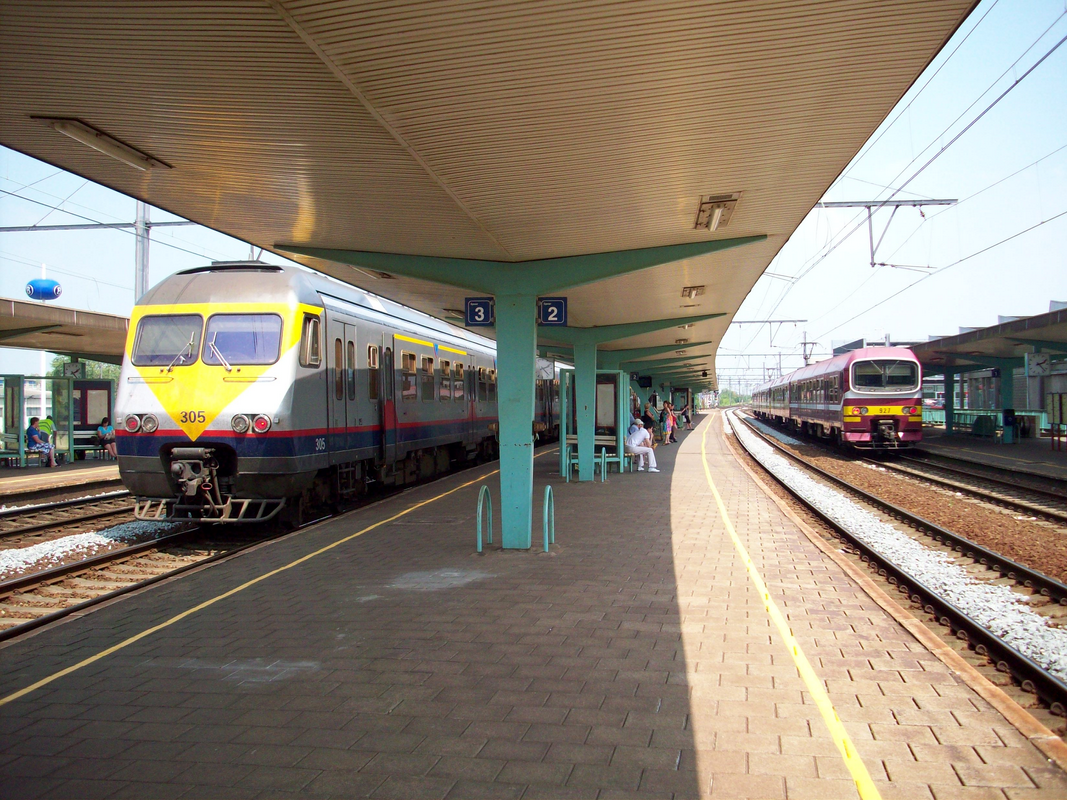
De perrons voor de renovatie van 2012
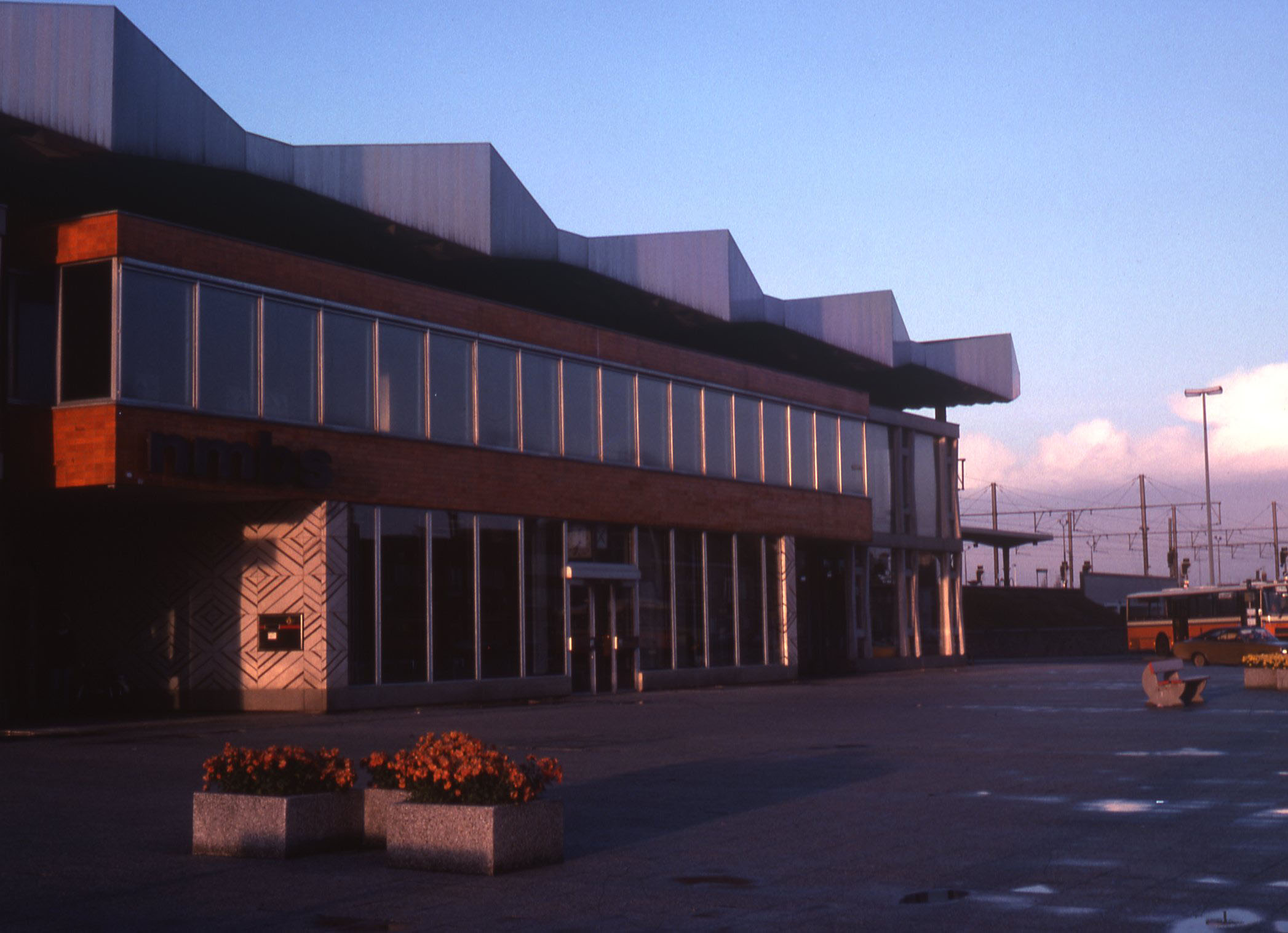
Gevel van het station in 1979
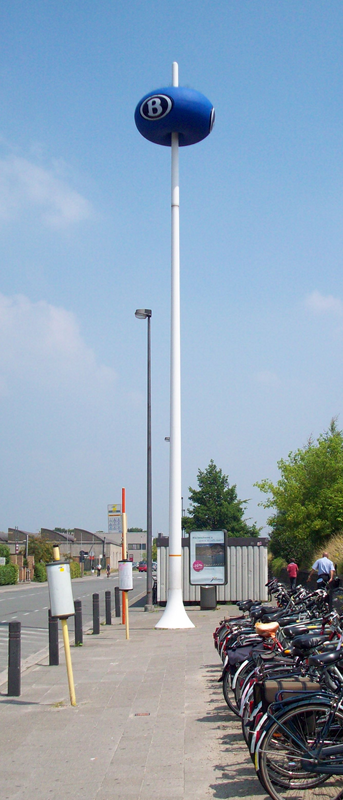
Toren

## Treindienst
| Serie           | Treinsoort               | Route                                                                                         | Bijzonderheden                                                                                       |
| --------------- | ------------------------ | --------------------------------------------------------------------------------------------- | --- |
| IC 02           | Intercity (NMBS)         | Oostende – Gent-Sint-Pieters – Sint-Niklaas – Antwerpen-Centraal                              | |
| IC 04 IC 19700  | Intercity (NMBS)         | Antwerpen-Centraal – Sint-Niklaas – Gent-Sint-Pieters – Kortrijk – Poperinge / Lille-Flandres | Wordt gesplitst in Kortrijk; Kortrijk - Moeskroen - Rijsel is 19700, TER K80 vanaf Tourcoing (f)     |
| IC 28           | Intercity (NMBS)         | Antwerpen-Centraal – Sint-Niklaas – Gent-Sint-Pieters – Lichtervelde – De Panne               | Rijdt niet in het weekend, stopt in juli/augustus tijdens de week in Beervelde                       |
| L 2750          | L-trein (NMBS)           | Leuven – Mechelen – Sint-Niklaas                                                              | Rijdt in het weekend enkel tussen Mechelen en Sint-Niklaas.                                          |
| S 34            | S-trein Antwerpen (NMBS) | Dendermonde – Lokeren – Sint-Niklaas – Antwerpen-Centraal                                     | Rijdt 2×/u tussen Antwerpen - Dendermonde tijdens de week, 1x/u tijdens het weekend en juli/augustus |
| P 7013/8013     | Piekuurtrein (NMBS)      | Sint-Niklaas – Gent-Dampoort – Brussel-Zuid – Schaarbeek                                      | Rijdt alleen op werkdagen.                                                                           |
| P 7090/8090     | Piekuurtrein (NMBS)      | [ Sint-Niklaas – ] / [ Dendermonde – ] Mechelen – Leuven                                      | Rijdt alleen op werkdagen. Een trein van Dendermonde naar Gent-Sint-Pieters.                         |
| P 7290/8290     | Piekuurtrein (NMBS)      | Sint-Niklaas – Antwerpen-Centraal                                                             | Rijdt alleen op werkdagen.                                                                           |
| P 7390/8390     | Piekuurtrein (NMBS)      | [ Sint-Niklaas – ] / [ Dendermonde – ] Mechelen – Leuven                                      | Rijdt alleen op werkdagen.                                                                           |
| EXP 18122/18135 | Toeristentrein (NMBS)    | Antwerpen-Centraal – Sint-Niklaas – Gent-Sint-Pieters – Brugge – Blankenberge                 | Rijdt in juli en augustus, rijdt enkel in het weekend                                                |
| EXP 18126/18136 | Toeristentrein (NMBS)    | Antwerpen-Centraal – Sint-Niklaas – Gent-Sint-Pieters – Brugge – Blankenberge                 | Rijdt in juli en augustus, rijdt enkel in het weekend                                                |

## Reizigerstellingen
De grafiek en tabel geven het gemiddeld aantal instappende reizigers weer op een week-, zater- en zondag.
| Tabel: aantal instappende reizigers station Sint-Niklaas | Tabel: aantal instappende reizigers station Sint-Niklaas | Tabel: aantal instappende reizigers station Sint-Niklaas | Tabel: aantal instappende reizigers station Sint-Niklaas |
|                                                          | Weekdag                                                  | Zaterdag                                                 | Zondag                                                   |
| -------------------------------------------------------- | -------------------------------------------------------- | -------------------------------------------------------- | -------------------------------------------------------- |
| 1977                                                     | 4 717                                                    | 1 236                                                    | 1 704                                                    |
| 1978                                                     | 4 692                                                    | 1 366                                                    | 1 313                                                    |
| 1979                                                     | 4 808                                                    | 1 263                                                    | 1 431                                                    |
| 1980                                                     | 6 011                                                    | 1 699                                                    | 1 525                                                    |
| 1981                                                     | 5 785                                                    | 1 598                                                    | 1 977                                                    |
| 1982                                                     | 5 742                                                    | 1 614                                                    | 1 814                                                    |
| 1983                                                     | 5 766                                                    | 1 504                                                    | 1 641                                                    |
| 1984                                                     | 5 490                                                    | 1 371                                                    | 1 418                                                    |
| 1985                                                     | 6 142                                                    | 2 055                                                    | 2 081                                                    |
| 1986                                                     | 5 678                                                    | 1 861                                                    | 1 588                                                    |
| 1987                                                     | 5 722                                                    | 1 921                                                    | 1 954                                                    |
| 1988                                                     | 6 204                                                    | 2 316                                                    | 2 529                                                    |
| 1989                                                     | 6 059                                                    | 1 860                                                    | 2 066                                                    |
| 1990                                                     | 5 909                                                    | 2 383                                                    | 1 947                                                    |
| 1991                                                     | 6 662                                                    | 2 242                                                    | 2 267                                                    |
| 1992                                                     | 6 573                                                    | 2 377                                                    | 2 157                                                    |
| 1993                                                     | 6 281                                                    | 2 212                                                    | 2 059                                                    |
| 1994                                                     | 7 293                                                    | 2 504                                                    | 3 006                                                    |
| 1995                                                     | 6 468                                                    | 2 208                                                    | 2 296                                                    |
| 1996                                                     | 6 926                                                    | 2 272                                                    | 2 408                                                    |
| 1997                                                     | 6 789                                                    | 2 632                                                    | 2 290                                                    |
| 1998                                                     | 6 453                                                    | 2 619                                                    | 2 366                                                    |
| 1999                                                     | 4 750                                                    | 2 388                                                    | 2 170                                                    |
| 2000                                                     | 5 922                                                    | 2 846                                                    | 2 377                                                    |
| 2001                                                     | 5 591                                                    | 2 402                                                    | 2 288                                                    |
| 2002                                                     | 6 334                                                    | 2 816                                                    | 3 140                                                    |
| 2003                                                     | 6 407                                                    | 2 634                                                    | 2 456                                                    |
| 2004                                                     | 5 769                                                    | 2 482                                                    | 2 335                                                    |
| 2005                                                     | 7 224                                                    | 3 046                                                    | 3 106                                                    |
| 2006                                                     | 6 617                                                    | 2 870                                                    | 2 502                                                    |
| 2007                                                     | 7 879                                                    | 2 920                                                    | 2 916                                                    |
| 2008                                                     | -                                                        | -                                                        | -                                                        |
| 2009                                                     | 6 642                                                    | 2 554                                                    | 2 599                                                    |
| 2010                                                     | -                                                        | -                                                        | -                                                        |
| 2011                                                     | -                                                        | -                                                        | -                                                        |
| 2012                                                     | 7 122                                                    | 3 531                                                    | 3 626                                                    |
| 2013                                                     | 6 890                                                    | 5 297                                                    | 4 410                                                    |
| 2014                                                     | 7 259                                                    | 3 641                                                    | 3 704                                                    |
| 2015                                                     | 7 205                                                    | 1 907                                                    | 1 999                                                    |
| 2016                                                     | 6 954                                                    | 2 311                                                    | 2 586                                                    |
| 2017                                                     | 7 255                                                    | 3 095                                                    | 2 325                                                    |
| 2018                                                     | 8 008                                                    | 3 207                                                    | 2 652                                                    |
| 2019                                                     | 8 409                                                    | 6 844                                                    | 6 007                                                    |
| 2020                                                     | 4 907                                                    | 1 974                                                    | 1 849                                                    |
| 2021                                                     | -                                                        | -                                                        | -                                                        |
| 2022                                                     | 7 065                                                    | 4 655                                                    | 3 756                                                    |
| 2023                                                     | 7 995                                                    | 4 057                                                    | 4 226                                                    |
| 2024                                                     | 8 192                                                    | 3 010                                                    | 2 969                                                    |

### Impact van de coronacrisis
Door de uitbraak van COVID-19 werd er in maart 2020 beslist een lockdown in te voeren. Deze impact is zichtbaar in een sterke daling van het aantal reizigers in 2020.
Belsele · Belsele-Dorp · Eigenlo · Nieuwkerken-Waas · Sinaai · Sint-Niklaas · Sint-Niklaas-Oost · Sint-Niklaas-West · Valk · Westakkers
2,0: Leest ·
5,0: Tisselt ·
6,9: Blaasveld ·
8,3: Willebroek ·
10,2: Kalfort ·
13,6: Puurs ·
17,5: Bornem ·
21,0: Temse ·
24,6: Eigenlo ·
29,2: Sint-Niklaas ·
32,7: Sint-Pauwels ·
33,2: Sint-Gillis-Waas ·
35,2: Kalf ·
37,5: De Klinge ·
47,9: Hulst ·
52,8: Kijkuit ·
57,5: Axel ·
63,0: Sluiskil ·
66,7: Terneuzen
2,7: Grembergen-Moerzeke ·
6,7: Hamme ·
8,4: Sombeke ·
10,3: Waasmunster ·
14,3: Belsele-Dorp ·
17,8: Sint-Niklaas-West ·
19,0: Sint-Niklaas
0,0: Antwerpen-Berchem ·
4,0: Antwerpen-Zuid ·
7,0: Antwerpen-Linkeroever ·
9,1: Zwijndrecht ·
10,1: Zwijndrecht-Fort ·
12,1: Melsele ·
14,0: Beveren ·
15,1: Haasdonk ·
18,5: Westakkers ·
19,5: Nieuwkerken-Waas ·
22,7: Sint-Niklaas ·
25,3: Sint-Niklaas-West ·
26,2: Valk ·
27,1: Belsele ·
28,7: Sinaai ·
32,0: Heiken ·
35,7: Lokeren ·
38,4: Staakte ·
41,5: Zeveneken ·
43,6: Beervelde ·
46,8: Lochristi ·
49,5: Destelbergen ·
51,2: Westveld ·
53,0: Oostakker ·
?: Gent-Waas ·
55,8: Gent-Dampoort